# Mabel Wisse Smit
Mabel Martine Wisse Smit, geboren Mabel Martine Los (Pijnacker, 11 augustus 1968), is een Nederlandse econome en politicologe.
Ze is sinds 12 augustus 2013 weduwe van prins Friso van Oranje-Nassau van Amsberg, het tweede kind van de Nederlandse prinses Beatrix en prins Claus. Sinds haar huwelijk met Friso wordt Wisse Smit ook wel aangeduid met de titre de courtoisie Hare Koninklijke Hoogheid prinses Mabel van Oranje-Nassau. In het dagelijks leven hanteert zij de naam 'Mabel van Oranje'.

## Jeugd en studies
Mabel Wisse Smit is de oudste dochter van Hendrik Cornelis (Henk) Los (1944–1978) en Florence Malde Gijsberdina Kooman (1944). Ze heeft een jongere zuster en een jongere halfzuster, voormalig hockeyster Eveline Wisse Smit, uit haar moeders tweede huwelijk. Toen Wisse Smit negen was, overleed haar vader tijdens een schaatstocht. Zijn buurman reed in een wak en toen haar vader hem wilde redden, viel hij erin en verdronk. Haar moeder hertrouwde met de bankier Peter Wisse Smit en Mabel nam later diens achternaam aan.
Na haar eindexamen aan het Gemeentelijk Gymnasium Hilversum studeerde ze economie en politicologie aan de Universiteit van Amsterdam. Ze liep stage bij de Verenigde Naties, Shell, het ministerie van Buitenlandse Zaken en ABN AMRO, en studeerde cum laude af. Wisse Smit spreekt Engels, Spaans en Frans en leerde voor haar werk op de Balkan Slavische talen.
Tijdens haar studie toonde Wisse Smit interesse in de rechten van de mens overal ter wereld. Na haar studie kreeg ze een baan bij de Verenigde Naties in New York. Daar specialiseerde ze zich in de Balkan. In 1995 was zij aanwezig bij de vredesconferentie in Dayton en speelde ze een actieve rol bij de totstandkoming van de akkoorden die een einde maakten aan de burgeroorlog in het voormalige Joegoslavië.

## Carrière
Van 1994 tot 1997 werkte zij voor de stichting European Action Council for Peace in the Balkans, waarvan zij ook medeoprichter was. De European Action, met onder meer Margaret Thatcher, Simon Wiesenthal en Valéry Giscard d'Estaing als leden, was een non-gouvernementele organisatie die zich inzette voor vrede, democratie en stabiliteit op de Balkan.
In 1995 was Wisse Smit met Willemijn Verloop medeoprichter van War Child Nederland, dat zich inzet voor kinderen in oorlogsgebieden. Wisse Smit had tot 1999 zitting in het bestuur van War Child. In 1997 werd Wisse Smit directeur van het Open Society Institute in Brussel, een stichtingennetwerk van de Amerikaanse filantroop George Soros dat bijdraagt aan het bevorderen van democratie, mensenrechten en de onafhankelijke rechtsstaat en het bestrijden van aids. De organisatie besteedt miljarden in Oost-Europa en ontwikkelingslanden. Wisse Smit is werkzaam in de Engelse vestiging van het Open Society Institute in Londen, waar ze International Advocacy Director is. In deze functie coördineert ze internationale activiteiten gericht op beleidsverandering: zowel langetermijnstrategie en financiën als kortetermijnmaatregelen, zoals voor Birma.
Het Zwitserse World Economic Forum rekende haar tot de honderd Global Leaders for Tomorrow.
Wisse Smit is lid van het wereldwijde Forum van Young Global Leaders, een denktank en lobbyclub die zich ten doel stelt mondiale problemen aan te pakken.
Van juli 2008 tot mei 2012 was zij directeur van The Elders, een club van "wijzen" in 2007 opgericht door Nelson Mandela, waarin verder onder anderen zitting hebben/hadden Desmond Tutu, Kofi Annan, Jimmy Carter, Muhammad Yunus en Aung San Suu Kyi.
Op 30 mei 2015 sprak ze tijdens het jaarlijks gehouden Amsterdam Diner ter gedachtenis aan Joep Lange en zijn partner Jacqueline van Tongeren die omkwamen tijdens de ramp met Malaysia Airlines-vlucht 17.

## Huwelijk

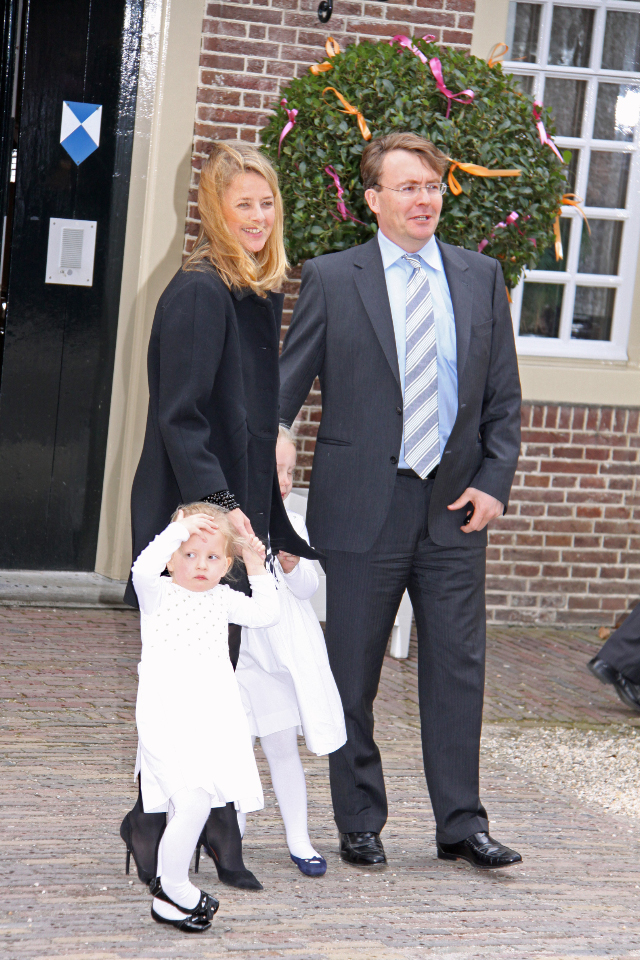
Friso en zijn gezin bij Paleis Het Loo
28 maart 2010

Bij de bijzetting van prins Claus op 15 oktober 2002 in de Nieuwe Kerk te Delft was Wisse Smit aan de zijde van prins Friso aanwezig, hoewel zij op dat moment officieel nog niet meer dan "een goede relatie" van het Koninklijk Huis was.
Op 30 juni 2003 werd haar verloving met prins Friso bekendgemaakt. Het huwelijk vond plaats op 24 april 2004 in Delft. Het werd sober gevierd in verband met het overlijden van de grootmoeder van Friso, prinses Juliana, een maand eerder op 20 maart. In de Oude Kerk in Delft zegende dominee Carel ter Linden het huwelijk in. Getuigen van de bruidegom bij de kerkelijke inzegening waren zijn beide broers, zijn vrienden Lodewijk Beijst en Dante Weijerman en zijn nichtje Sophie von der Recke, de dochter van de jongste zuster van prins Claus. Wisse Smit had als getuigen in de kerk haar zusters Eveline en Nicoline en haar vriendinnen Laurentien Brinkhorst, Willemijn Verloop en Andrea Knap-Kleekamp. Getuigen bij de voltrekking van het burgerlijk huwelijk waren respectievelijk prins Constantijn en Lodewijk Beijst, en Nicoline Wisse Smit en Andrea Knap-Kleekamp.
Mabel droeg een jurk met strikken, een ontwerp van Viktor & Rolf, en de zonnestraaltiara, onderdeel van een sieradenset gemaakt door de Franse juwelier Mellerio in opdracht van koning Willem III voor zijn tweede echtgenote Emma.
Op 17 februari 2012 kwam Friso bij het skiën in het Oostenrijkse Lech onder een sneeuwlawine terecht. In comateuze toestand werd hij uit de sneeuw gehaald. Veel later vertoonde hij slechts tekenen van 'minimaal bewustzijn'. Op 12 augustus 2013 overleed hij op Paleis Huis ten Bosch aan complicaties ten gevolge van dit ongeval.

## Gezin
Mabel en Friso kregen twee dochters:
- gravin Emma Luana Ninette Sophie (Luana) van Oranje-Nassau van Amsberg (26 maart 2005)
- gravin Joanna Zaria Nicoline Milou (Zaria) van Oranje-Nassau van Amsberg (18 juni 2006)

Omdat Mabel en Friso zonder toestemming van de Staten-Generaal zijn gehuwd, zijn hun kinderen uitgesloten van troonopvolging.

## Standpunten

### De Balkan
In de periode dat Wisse Smit voor de European Action Council for Peace in the Balkans werkte, reisde zij veelvuldig naar Brussel, Den Haag, Wenen, Belgrado, Boedapest en het belegerde Sarajevo om de territoriale integriteit van Bosnië te bepleiten. Volgens het Srebrenicarapport van het NIOD was Wisse Smit als een van de weinigen in staat het Nederlandse regeringsbeleid te beïnvloeden. De vermeende crimineel Jotsa Jocić verklaarde tegen Vrij Nederland, dat de geheime dienst in Belgrado the flying Dutch lady: Wisse Smit, wilde laten ontvoeren. De beruchte oorlogsmisdadiger Arkan zou de operatie moeten uitvoeren, maar het hoofd van de geheime dienst bedacht zich op het laatste moment. Jocić' advocaat heeft de beweringen van zijn cliënt bevestigd.
Wisse Smit heeft met de Servische mensenrechtenactiviste Natasha Kandic ernstige kritiek geuit op de benadering van Servië door de Raad van Europa en de Europese Unie. Zij deden dit in mei 2007 in een in het Servische blad Politika gepubliceerd artikel, dat in Nederland overgenomen werd door NRC Handelsblad. Wisse Smit noemde met Kandic de maand mei van dat jaar een slechte maand voor de mensenrechten in Europa, omdat Servië voorzitter was geworden van de Raad van Europa en omdat de Europese Unie had laten weten het overleg met Servië over een toetreding op termijn te willen hervatten – zodra in Belgrado een hervormingsgezinde regering zou zijn gevormd. Wisse Smit en Kandic herinnerden eraan, dat het Internationaal Gerechtshof oordeelde dat Servië het bloedbad in Srebrenica in 1995 niet had voorkomen.
Dit stuitte echter op kritiek bij het Europees Maatschappelijk Middenveld in Servië. In een open brief gericht aan Wisse Smit schreef het, dat het opiniestuk het proces van europeanisering en democratisering geen goede dienst bewees.

### H.M. van Randwijklezing en pamflet
Wisse Smit is van mening dat media een bedreiging kunnen vormen voor de democratie. Dit verklaarde ze op 5 mei 2006 in haar H.M. van Randwijklezing in de Sint Jacobskerk te Vlissingen, tijdens het Bevrijdingsfestival 2006: Veel massamedia worden gedreven door oplages en kijkcijfers, en niet door een onbevangen kritische analyse, waarheidsvinding of eenvoudigweg het leveren van kwaliteit. Beeldvorming verdringt inhoud, waarschuwde ze. Massamedia spelen in de open samenleving een essentiële rol voor onze oriëntatie op de wereld en zijn van wezenlijk belang voor ons beeld van de werkelijkheid. Ik zet me hier al bijna vijftien jaar professioneel voor in. De lezing werd door de pers zelf met enige scepsis ontvangen, gezien haar eigen gekleurde relatie met de media.
Het pamflet In vrijheid blijven geloven, dat in maart 2007 onder de naam Mabel van Oranje werd uitgebracht, is een bewerking van de H.M. van Randwijklezing. In dit pamflet, uitgegeven bij Querido, hield Wisse Smit een pleidooi voor vrijheid en democratie, haar "grote zorg".